# エリザベス・スミス・ミラー
エリザベス・スミス・ミラー（Elizabeth Smith Miller、1822年9月20日 - 1911年5月22日）はアメリカ合衆国の女性解放運動家。
1822年、アメリカ合衆国ニューヨーク生まれ。幼少期の生い立ちは国会議員の父の元裕福な家庭に生まれ育ったという。1835年から1836年の間を除き父親と政府からしっかりとした教育を受けた。
1843年、弁護士のチャールズ・ダッドレー・ミラーと結婚し4人の子を儲ける。
女性運動に傾倒し始めた1851年頃、庭仕事用に考案して自分で着用していたブルマー（ブルマーという固有名詞に関してはこの履物を推奨したアメリア・ジェンクス・ブルーマーの働きによるところが多い）を考案、発表。
1896年の夫の死後は娘と共にニューヨーク州女性選挙権協会の通年大会の為貢献する。
1911年、死去。88歳没。